# 업무상 기록
업무상 기록(Business records exception)은 미국 증거법상 전문법칙의 예외로 일상 업무상 생성된 기록에 대해 증거능력을 부여하는 원칙을 말한다.
업무상 기록이란 해당 사실에 대한 직접적 지식이 있는 자가 기록한 행동, 사건, 상태, 의견, 진단 등으로 업무상 이런 기록을 일상 업무상 작성하였으며 이런 기록을 작성하는 것이 일상 업무에 포함되는 경우 전문법칙의 예외로 증거능력이 있다. 단 기록준비과정에서 신뢰성에 의문을 가지게 하는 점이 발견되었다면 증거배제하는 것이 가능하다.

## 대한민국
형사소송법 제315조 제2호는 당연히 증거능력이 있는 서류로서 상업장부, 항해일지 기타 업무상 필요로 작성한 통상문서를 들고 있다.
|                                                       |
| 증거법                                                |
| 영미법 시리즈                                         |
| 증거의 종류                                           |
| 증언 · 물증                                           |
| 전자증거 · 무죄입증 증거                              |
| 과학적 증거 · 물적 증거                               |
| 목격자지목 · DNA증거                                  |
| 거짓말                                                |
| 관련성                                                |
| 입증책임 · 증거기초                                   |
| 공공복리예외 · 오염 · 성격증거                        |
| 습관증거 · 유사사실                                   |
| 진위확인                                              |
| 관리 연속성 · 주지의 사실                             |
| 최량증거원칙 · 자기확증문서 · 오래된 문서             |
| 증인                                                  |
| 증인적격 · 증언거부특권                               |
| 직접신문 · 교호신문 · 재직접신문                      |
| 탄핵증거                                              |
| 기록된 기억 · 전문가증언                              |
| 사망자 규정                                           |
| 전문증거와 예외                                       |
| 영국법 · 미국법                                       |
| 자백 · 업무상 기록                                    |
| 흥분 상태의 언급 · 임종시의 진술                      |
| 일방 당사자의 자인 · 오래된 문서                      |
| 이익에 반하는 진술 · 현장성 감각 인상 · 부대상황 사실 |
| 권위학술서 · 비언어적 행동                            |
| 미국법의 다른 영역                                    |
| 계약법 · 불법행위법                                   |
| 재산법 과 미국의 유언신탁법                           |
| 형법 · 증거법                                         |